# Козаревац Рачански
Козаревац Рачански је насељено место у општини Нова Рача, Бјеловарско-билогорска жупанија, Република Хрватска.

## Историја
До нове територијалне организације у Хрватској место је припадало бившој великој општини Бјеловар.

## Становништво
Насеље је према попису становништва из 2011. године имало 109 становника.
| Националност       | 1991.      |
| Хрвати             | 153 (100%) |
| Срби               | 0          |
| Југословени        | 0          |
| остали и непознато | 0          |
| Укупно             | 153        |